# Consulat général du Sénégal à Marseille
Le Consulat général du Sénégal à Marseille est une représentation consulaire de la République du Sénégal en France. Il est situé au 446, avenue du Prado 13008 à Marseille, dans la région Provence-Alpes-Cote d'Azur.
Les juridictions du Consulat général sont :
- Bouches-du-Rhône
- Alpes-de-Haute-Provence
- Alpes-Maritimes
- Hérault
- Var